# همیلتون فیش کین
همیلتون فیش کین (به انگلیسی: Hamilton Fish Kean) سناتور سابق عضو حزب جمهوری‌خواه ایالات متحده آمریکا بود. وی در سال ۱۹۲۹ تا ۱۹۳۵ میلادی سناتور ایالت نیوجرسی در سنای ایالات متحده آمریکا بود.